# Jon Åge Tyldum
Jon Åge Tyldum, né le 26 octobre 1968 à Snåsa, est un biathlète norvégien. Il a remporté deux fois la Coupe du monde en 1992 et 1995.

## Biographie
Il commence sa carrière dans la Coupe du monde durant la saison 1987-1988. Il monte sur ses premiers podiums en relais en 1990-1991, où il décroche deux médailles aux Championnats du monde à Lahti en relais et à la course par équipes. La saison suivante, il collecte un total de trois podiums (pas de victoire) pour s'adjuger le classement général de la Coupe du monde. En revanche, il échoue à la 34e place du sprint aux Jeux olympiques d'Albertville.
En 1993, il devient vice-champion du monde de sprint derrière l'Allemand Mark Kirchner, avant de gagner sa première course de Coupe du monde à l'occasion du sprint d'Östersund.
Aux Jeux olympiques de Lillehammer en Norvège en 1994, il ne parvient à remporter 
de médaille (aucune durant sa carrière).
En 1995, il est le biathlète le plus régulier de la Coupe du monde et remporte le classement général pour la deuxième fois. Aux Championnats du monde d'Antholz, il gagne finalement son premier et unique titre mondial sur la course par équipes avec Frode Andresen, Dag Bjørndalen et Halvard Hanevold et prend la médaille d'argent sur l'individuel derrière Tomasz Sikora (tous deux 20/20 au tir). 
Il s'agissait de son neuvième et dernier podium individuel. Lors des trois saisons suivantes, il obtient des podiums sur des relais, avec notamment en prime une médaille d'argent aux Championnats du monde 1997.
Il se retire du biathlon en 1998.

## Palmarès

### Jeux olympiques d'hiver
| Épreuve / Édition   | Individuel | Sprint | Relais |
| ------------------- | ---------- | ------ | ------ |
| JO 1992 Albertville | -          | 34e    | -      |
| JO 1994 Lillehammer | 52e        | 25e    | 7e     |

Légende :
- — : pas de participation à l'épreuve.

### Championnats du monde
| Mondiaux \ Épreuve      | individuel               | Sprint                   | Poursuite                        | Relais                    | Course par équipes       |
| 1991 Lahti              | 16e                      | -                        | Épreuve inexistante à cette date | Médaille de bronze, monde | Médaille d'argent, monde |
| 1992 Novossibirsk       | JO Albertville           | JO Albertville           | Épreuve inexistante à cette date | JO Albertville            | Médaille d'argent, monde |
| 1993 Borovets           | 16e                      | Médaille d'argent, monde | Épreuve inexistante à cette date | 9e                        | 12e                      |
| 1994 Canmore            | JO Lillehammer           | JO Lillehammer           | Épreuve inexistante à cette date | JO Lillehammer            | 4e                       |
| 1995 Antholz Anterselva | Médaille d'argent, monde | 11e                      | Épreuve inexistante à cette date | 5e                        | Médaille d'or, monde     |
| 1996 Ruhpolding         | 14e                      | 35e                      | Épreuve inexistante à cette date | -                         | -                        |
| 1997 Osrblie            | 8e                       | -                        | -                                | Médaille d'argent, monde  | 4e                       |

Légende :

 : première place, médaille d'or

 : deuxième place, médaille d'argent

 : troisième place, médaille de bronze

 : épreuve inexistante

— : pas de participation à cette épreuve

### Coupe du monde
- Vainqueur du classement général en 1992 et 1995.
- 9 podiums individuels : 2 victoires, 5 deuxièmes places et 2 troisièmes places.
- 2 victoires en relais.

#### Détail des victoires individuelles
| Saison / Épreuve | Individuel | Sprint      | Poursuite | Total |
| 1992-1993        |            | Östersund   |           | 1     |
| 1994-1995        |            | Bad Gastein |           | 1     |
| Total            | 0          | 2           | 0         | 2     |

#### Classements annuels
| Année | Classement général final |
| 1989  | 60e                      |
| 1990  | 37e                      |
| 1991  | 14e                      |
| 1992  | 1er                      |
| 1993  | 9e                       |
| 1994  | 24e                      |
| 1995  | 1er                      |
| 1996  | 18e                      |
| 1997  | 29e                      |
| 1998  | 62e                      |